# Solinus

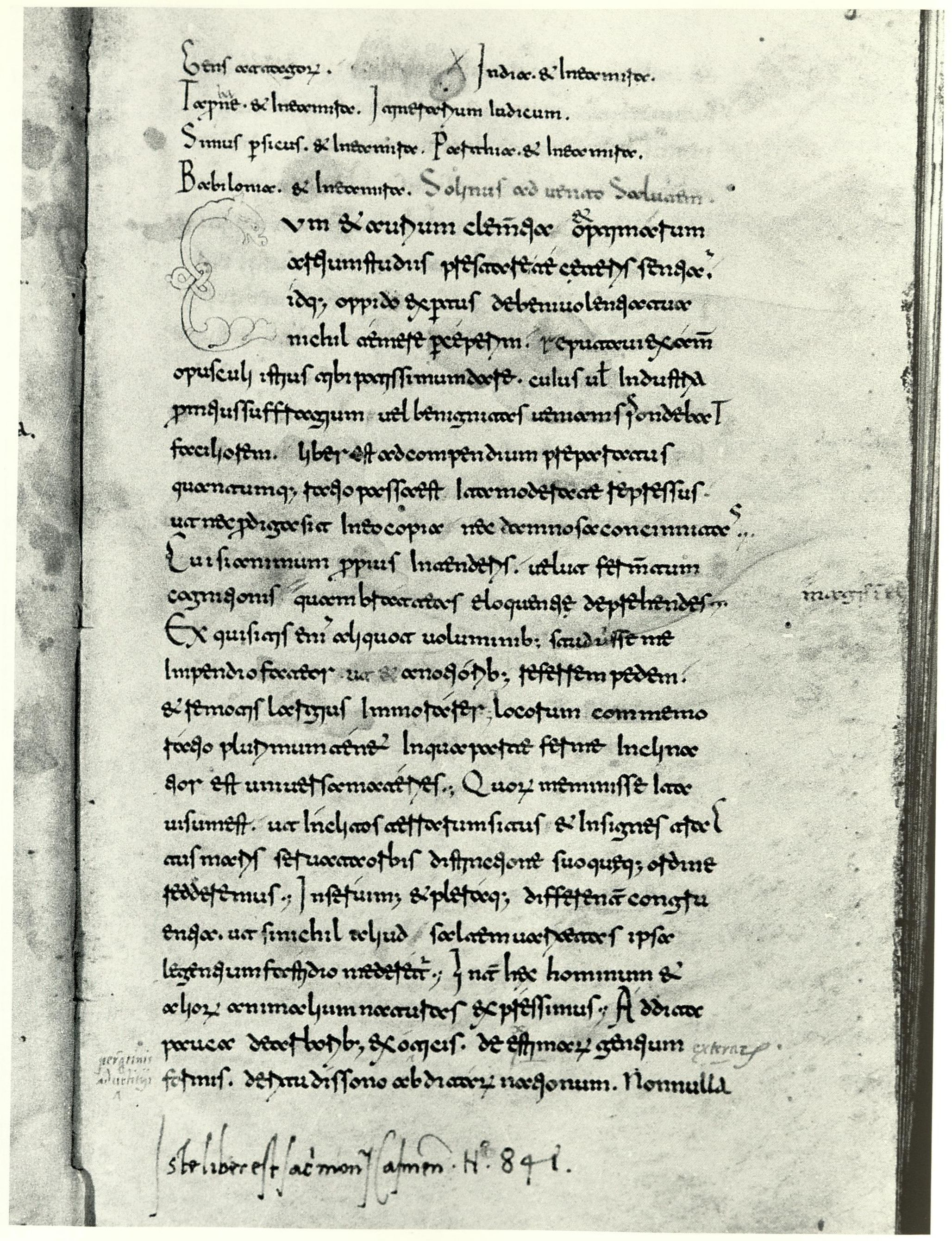
Der Anfang der Collectanea rerum memorabilium in der Handschrift Monte Cassino, Archivio della Badia, 391, fol. 3r (spätes 11. Jahrhundert)

Gaius Julius Solinus war ein spätantiker lateinischer Grammatiker und Kompilator. Er wirkte vermutlich in der Mitte des 3. Jahrhunderts.

## „Polyhistor“
Sein Hauptwerk ist die paradoxographische Schrift De mirabilibus mundi („Die Wunder der Welt“), auch unter den Titeln Collectanea rerum memorabilium („Gesammelte Denkwürdigkeiten“) und Polyhistor bekannt. Theodor Mommsen datierte das Werk in die erste Hälfte des 3. Jahrhunderts. a Der Inhalt ist zum größten Teil eine Zusammenstellung von Merkwürdigkeiten und Kuriositäten, die der Autor hauptsächlich aus der Naturgeschichte des Plinius und der Erdbeschreibung des Pomponius Mela exzerpiert hatte. Nach Mommsen verwendete Solinus auch eine Chronik (vermutlich des Cornelius Bocchus) sowie Chorographia pliniana, einen Auszug (Epitome) aus dem Werk des Plinius aus hadrianischer Zeit.
Es scheint zwei Ausgaben gegeben zu haben, wobei die zweite unter dem Titel Polyhistor erschienene im Gegensatz zur ersten vom Autor autorisiert war. Das Werk war im Mittelalter sehr populär, es kursierten Auszüge und sogar Versfassungen (zum Beispiel von Theoderich von St. Truiden). Mitunter wurde damals angenommen, dass Polyhistor der Name des Autors sei.
Der frühe Herausgeber Saumaise fand ein Fragment eines Gedichts namens Pontica in heroischen Hexametern, das vermutlich ebenfalls von Solinus stammt.

## Ausgaben
- Ivlii Solini de sitv et memorabilibvs orbis capitvla. Nicolaus Jenson, Venedig 1473. Online
- C. Ivlii Solini Polyhistor, seu rerum orbis memorabilium collectanea. Eucharius Cervicornus & Hero Fuchs, Köln 1520. Online
- Claude de Saumaise (Hrsg., Komm.): Plinianæ exercitationes in Caji Julii Solini Polyhistoria – item Caji Julii Solinii Polyhistor ex Veteribus Libris emendatus. 2 Bde. Utrecht 1629. Text und Kommentar.
- Theodor Mommsen (Hrsg.): C. Ivlii Solini collectanea rervm memorabilivm 4. Aufl., unveränd. Nachdr. der 1. Aufl., Berlin 1895. Weidmann, Zürich u. Hildesheim 1999, ISBN 3-615-15600-5, online – Internet Archive.
- Kai Brodersen (Hrsg., Übers.): Solinus: Wunder der Welt. Collectanea rerum mirabilium. Lateinisch und Deutsch. Edition Antike. Darmstadt: Wiss. Buchgesellschaft 2014, ISBN 978-3-534-18162-9.
- Pontica. In: Pieter Burman (Hrsg.): Anthologia Veterum Latinorum Epigrammatum Et Poëmatum. Petrus Schouten, Amsterdam 1759–1773.